# 帮源洞之战
帮源洞之战，宋徽宗宣和三年（1121年）北宋军队赴两浙，在青溪（今浙江省淳安县西北）西北帮源洞平方腊的作战。

## 过程
宣和二年（1120年）十月，方腊聚众占据帮源洞率先起义后，分兵四出，所向克敌，数月间连续攻占睦州（今浙江省建德市东北梅城镇）、杭州（今浙江杭州市）、婺州（今浙江省金华市）、歙州（今安徽省歙县）等州县。宋徽宗得知消息，暂停伐辽，移师南下。宣和三年（1121年）正月，命领枢密院事童贯为江浙、淮南等路宣抚使，殿前副都指挥使刘延庆充宣抚司都统制，率领京师禁军及熙河路、泾原路、环庆路、鄜延路、秦凤路、河东路六路汉蕃精兵十五万前往镇压。正月十九日，童贯等进抵镇江（今江苏省镇江市），控制金陵（今江苏省南京市）、扬子江口（今江苏省扬州市附近长江河段），集兵收复杭州。方腊未料宋军速至，加之四方出战，兵力分散，乃率二十万众退据帮源洞，凭险固守。童贯与统制王禀、刘镇约期会于睦州、歙州之间，分兵合围。四月，王禀收复睦州，将至洞前，刘镇等收复歙州，驻军洞后。约定从洞后突入，纵火为号，前后夹击。四月二十四日，刘镇等率劲兵间道掩击门岭，突破扼守险径崖壁义军阻截，且战且进，鸣镝纵火，焚烧其庐舍。王禀等自洞前望烟而进，与刘镇合围夹击，义军腹背抗击，奋力转战，仍战败，被斩杀七万余人。四月二十六日，方腊被韩世忠所俘虏，余众散据各地，继续坚持殊死战斗。

## 文艺作品
- 中国古典小说《水浒传》里的帮源洞之战，宋军的主力是宋江率领的梁山一百单八将，在平定方腊的战斗中，一百单八将阵亡五十九人，擒获方腊的是鲁智深。
- 江南的民间传说和水浒戏里，擒获方腊的是已经独臂的武松，1998年、2011年两个版本的电视剧《水浒传》都是按照武松独臂擒方腊的故事，而非小说情节进行改编。